# El asombro del robot
El asombro del robot es la historieta principal del decimocuarto álbum de la serie Superlópez, escrita y dibujada por Jan. Se publicó entre 1988 y 1989 y en ella el personaje se encuentra con un robot con inquietudes filosóficas.

## Trayectoria editorial
La historieta se publicó de forma serada en la revista Superlópez números 41 a 44 entre noviembre de 1988 y marzo de 1988. En septiembre de 1989 se recopiló en el número 14 de la Colección Olé junto a Una vez, en una ciudad... (ISBN-84-406-0892-6).

## Argumento
Superlópez se enfrenta a dos robots que están tratando de atracar un banco. Durante la pelea, le da un puñetazo a uno de los robots, el cual queda amnésico y desorientado. El robot entra en una discoteca y le plantea a los jóvenes sus dudas filosóficas acerca de su existencia, pero solo logra que le haga caso Martha Holmes, la cual lo lleva a su casa para que trate de recopilar información visualizando sus libros, películas y casetes. Martha decide llamar al robot Rob.
Mientras tanto, el malvado profesor Escariano Avieso detecta que le falta uno de sus robots y logra sacarlo de casa de Martha prometiéndole que le dará un corazón (Rob ha estado viendo El mago de Oz). Como Rob se niega a creer que Escariano pueda ser su creador, éste le explica que creó dos robots para robar cajeros automáticos con la capacidad de plegarse para tomar la forma de un contenedor de basura y pasar desapercibidos durante el día. Escariano descubre a Martha, que ha seguido a Rob y ha escuchado la conversación y decide eliminarla. Rob se enfrenta a Escariano y al otro robot y Martha escapa y llama a la comisaría donde trabaja su padre y en donde en ese momento se encuentra también Superlópez (que ha descubierto lo de los contenedores por su cuenta y había sido arrestado por romper el contenedor equivocado) Superlópez va al refugio de Escariano y destroza el laboratorio, pero Martha le explica que Rob es su amigo y éste sale a la calle cantando la canción del hombre de lata de El mago de Oz.